# Pluripotência (componentes biológicos)
Pluripotência é a habilidade que certas substância tem de produzir diversas respostas biológicas distintas.
Por exemplo, na imunologia muitas citocinas são pluripotentes, de modo que cada um destes compostos podem ativar comportamentos específicos em alguns tipos de célula e inibir outro comportamento em células de outro tipo. O interferão gama representa um excelente exemplo de pluripotência. Ele inibe o crescimento e regula a expressão dos antígenos do MHC em uma reposta anti-viral geral nas células somáticas. Em linfócitos B ela estimula a troca de classe do anticorpo, e nas células NK esse hormônio protéico estimula a maturação. Em macrófagos ele ativa a digestão intracelular.